# 보키
보키(스페인어: voqui, 학명: Boquila trifoliolata 보퀼라 트리폴리올라타[*])는 으름덩굴과의 단형 속인 보키속(voqui屬, 학명: Boquila 보퀼라[*])의 덩굴식물이다. 원산지는 남아메리카 남부이다. 덩굴이 휘감고 자라는 식물의 잎과 비슷한 모양의 잎을 내어, 의태적 다형성(mimetic polymorphism)을 보인다.